# 박성하
박성하(朴性夏, 법명은 성하(星河), 1908년 3월 27일 ~ ?)는 일제 강점기의 승려이며, 대한민국의 정치인이다. 대한민국의 제2대 국회의원이기도 하다.

## 학력
- 혜화전문학교 문학과 졸업
- 경성불교연구원 교학부 고등과 졸업

## 약력
- 사찰 주지
- 불교 경북교무원장
- 국민회 경북도지부 농림부장
- 1950년 5월 30일: 중앙불교위원회 소속으로 (대구시 을)에서 당선. 제2대 국회의원[1]

## 역대 선거 결과
|  | 23.22% |

|  | 27.88% |

|  | 2.82% |

|  | 9.43% |

|  | 7.67% |